# ジャック・ユーベル

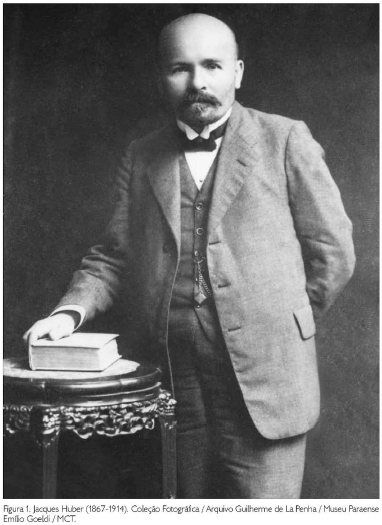
Jacques Huber

ジャック・ユーベル または ヤコブ・フーバー（Jacques Huber または Jakob Huber または Jakob Huber-Müller 、1867年10月13日 - 1914年2月18日）はスイス生まれでブラジルで働いた植物学者である。

## 略歴
スイス、シャフハウゼン州のシュライトハイム（Schleitheim）で生まれた。バーゼル大学で学び、1892年に博士号を得た。モンペリエ大学で植物学を研究した。1894年にジュネーブ大学のセミナーに参加した時に、スイス生まれでブラジルで働く、エミール・ゲルディと知り合い、ブラジルに誘われ、ゲルディが働く、パラー州の自然史・民俗学博物館（後にエミリオ・ゴエルジ・パラー博物館と改名される）で働いた。同僚には昆虫学者のデュッケ（Adolpho Ducke）らがいた。1907年に博物館の館長になった。
植物学だけでなく農学や工学の分野でも働き、ゴムの専門家となり、1911年にはトリノなどの外国を旅し、1912年にはセイロンとマレーで講義を行った。
ブラジルのベレンで没した。

## 著作
- Huber, J. 1900. Arboretum amazonicum: iconographia dos mais importantes vegetaes espontaneos e cultivados da região amazonica = iconographie des plantes spontanées et cultivé es les plus importantes de la région amazonienne /organisada pelo J. Huber. Museo Paraense Emílio Goeldi. Publicación Info: Pará: Museo Paraense de Historia Natural y Etnografía, 1900.